# Númidas

Mapa de Numidia hacia el 220 a. C., que muestra los reinos de Sifax y Gaia (padre de Masinissa).

Los númidas (en latín, Numidae) eran unas tribus seminómadas bereberes que vivían en Numidia, en Argelia al este de Constantina y en parte de Túnez y Marruecos. Los númidas fueron algunos de los primeros nativos que comerciaron con los colonos de Cartago. Conforme Cartago fue creciendo, la relación con los númidas floreció. El ejército cartaginés utilizó a los númidas como mercenarios. Numidia proporcionó parte de la caballería de más alta calidad de la segunda guerra púnica, y la caballería númida tuvo un papel principal en una serie de batallas, tanto al principio en apoyo de Aníbal como posteriormente en la guerra después de cambiar sus alianzas, con la República Romana. 
Eran el pueblo autóctono del reino de Numidia. Tuvieron como capital Cirta (la actual Kef, Túnez). Bereberes sedentarios o seminómadas, los númidas se dividían en diferentes tribus, las de la parte oriental eran los masilios y los occidentales los masesilos.
Una etimología popular griega dice que el nombre "númida" viene de la palabra griega que significaría «nómada», pero la realidad parece ser a la inversa: del nombre "númida" los griegos crearon el calco "nómada" ajustado a su idioma.  Parece que los númidas hablaban una lengua bereber. Sentían gran pasión por los caballos y tenían reputación como jinetes; en calidad de tales sirvieron en los ejércitos cartagineses. Su religión era animista y politeísta.

## Las Guerras Púnicas
Durante la segunda guerra púnica, Sifax era el jefe de la mayor tribu númida, los masesilos. En el año 213 a. C. Sifax puso fin a su alianza con Cartago. En 208 a. C. se unió a ellos de nuevo después de casarse con Sofonisba, hija de Asdrúbal Giscón.
Sifax intentó que llegaran a un acuerdo de paz Hanón Barca y Publio Cornelio Escipión después de que los romanos llegaran a África. Con la ayuda de Masinisa, las tropas de Publio Escipión incendiaron el campamento de Sifax. 
Publio Escipión colocó a Masinisa a cargo de gran parte del anterior territorio de Sifax en reconocimiento de la ayuda que Masinisa le había prestado frente a Cartago. Después de la segunda guerra púnica, Masinisa comenzó a combinar las tribus. Masinisa quería reunir a las tribus nómadas en una nación unida con una industria agrícola. 
El tratado de paz entre Cartago y Roma impedía a Cartago enzarzarse en guerras sin el permiso de Roma. Masinisa explotó el tratado apropiándose de tierra cartaginesa. Usó diversos trucos para hacerse con nuevos territorios, incluyendo la afirmación de que Cartago estaba reconstruyendo su armada a pesar de que el tratado con Roma se lo prohibía. Roma continuamente se pronunciaba en favor de Masinisa. Cuando Cartago pidió una apelación, Catón el Viejo fue enviado con una comisión a mediar un arreglo. La comisión insistió en que ambas partes aceptasen por adelantado su decisión final. Masinisa estuvo conforme pero debido a lo desfavorable que habían sido las decisiones romanas previas, Cartago lo rechazó. Catón había servido en las legiones romanas durante la segunda guerra púnica. El rechazo de Cartago a aceptar la comisión lo convenció de que se necesitaba una tercera guerra púnica. Catón pronunció una serie de discursos en el Senado y todos ellos acababan con "Ceterum censeo Carthaginem esse delendam" (Más aún, aconsejo que Cartago sea destruida).
Un grupo de senadores cartagineses apoyaron un tratado de paz con los númidas. Este grupo tenía la mayoría, en parte debido a que la población cartaginesa no quería someterse a un pueblo que habían dominado tradicionalmente. Al final los pronúmidas fueron exiliados. Al exiliarse acudieron a Masinisa en busca de ayuda. Masinisa envió dos (de sus cuarenta y cuatro) hijos a pedir que los pronúmidas pudieran regresar. Cartalón, que encabezaba un grupo democrático que estaba en contra del acuerdo con los númidas, bloqueó su entrada. Amílcar, otro dirigente del mismo grupo, envió a una partida a atacar a los hijos de Masinisa. 
Masinisa envió una fuerza a sitiar la ciudad cartaginesa de Oroscopa, pero fue rechazada por un ejército cartaginés que mandaba Asdrúbal. Entre los capturados por los vencedores del choque estaban dos de los hijos de Masinisa. Esto se convirtió en la excusa final para que Roma atacara a Cartago. 
En el año 149 a. C., Masinisa murió de viejo. Su muerte ocurrió durante la tercera guerra púnica. Escipión Africano hizo dividir el territorio de Masinisa entre tres de sus hijos, frustrando así la pretensión de Masinisa de forjar una nación unificada, del mismo modo que el imperio de Alejandro había sido dividido a su muerte.